# Курганский автобус
Курганский автобус — основной вид общественного транспорта в городе Кургане, Россия

## История автобусного транспорта
Первый автобус появился в 1929 году, когда железнодорожное добровольное пожарное общество оборудовало из автомобиля автобус на восемь человек и возило пассажиров с железнодорожной станции до базара за 30 копеек. Но маршрут просуществовал недолго, и попытка возобновить городские перевозки повторилась только спустя десятилетие.
В августе 1936 года автотранспортным предприятием  «Автогужтрест» были получены два автобуса малой вместимости — «ГАЗ-03-30» и «ЗИС-8».В апреле 1940 года на заседании Курганского горисполкома был рассмотрен вопрос об открытии в городе регулярного автобусного движения по маршруту «Вокзал — рынок», следовавшему по улицам Красина, Куйбышева, Ленина, Коли Мяготина. Единая цена билета составляла 50 копеек, за провоз багажа пассажир платил один рубль.
В годы Великой Отечественной войны весь транспорт был мобилизован на фронт.
В апреле 1944 года принято решение возобновить движение городских автобусов с 1 мая 1944 года. На маршрут вышли три автобуса, стоимость проезда в которых составляла один рубль, столько же стоил провоз багажа весом до двадцати килограммов. Автобусное движение в городе начиналось в шесть часов утра и заканчивалось в час ночи. В августе 1945 года в местах остановки автобусов впервые появились информационные таблички. К этому времени по городу курсировали отремонтированные ЗИС-5, следуя по маршруту «Вокзал — спиртзавод» с остановками на улицах Красина, Володарского, Ленина, Куйбышева. Спустя два года был открыт второй городской маршрут «Вокзал — базар».
В 1946 году создано предприятие «Автоколонна № 1855», существовавшее до декабря 1992 года. Автоколонна первоначально располагалась по ул. Урицкого (ныне район ТЦ «Звёздный») и имела 4 автобуса, ходивших по маршрутам Вокзал — Рынок, Кургансельмаш — Уралсельмаш. В начале 1950-х автобусные маршруты связали основные промышленные и торговые центры города: «Вокзал — колхозный рынок»; «Завод «Уралсельмаш» — Крановый завод»; «Колхозный рынок — аэропорт». В конце 1950-х годов, автоколонна переехала на улицу Химмашевскую, где ей была выделена территория для стоянки автобусов.
В 1953 году автобусные маршруты были продлены до Ново-Северного посёлка и Рябковского сельсовета. Оплата на маршрутах, протяженность которых превышала восемь километров, производилась по тарифным участкам стоимостью 50 копеек каждый. В 1964 году по рекомендации комиссии горсовета по транспорту и связи было принято решение упразднить тарифные участки и установить единую плату за проезд — 5 копеек. 23 ноября 1965 года было запущено троллейбусное движение, просуществовавшее по 29 апреля 2015 года.
В 1972 году горисполком приступили к составлению «Оптимальной схемы автобусных маршрутов в городе Кургане». Эта задача была поручена информационно-вычислительному центру Средне-Уральского территориального транспортного управления. В октябре 1987 года было проведено еще одно общегородское обследование пассажиропотока, обработку собранных данных осуществляло производственное объединение «Алтайэлектротранс».
В 1992 году произошло объединение Автоколонны с Троллейбусным Управлением в единое Муниципальное Предприятие Городского Пассажирского Транспорта. С декабря 1992 по март 2007 года эксплуатацию городской автобусной системы осуществляло МПГПТ (Курганское муниципальное предприятие городского пассажирского транспорта) . Директором Автоколонны № 1855, а затем МПГПТ в 1992—2006 годах был Евгений Александрович Городничев.
В 2000 году появились частные маршрутные такси, к которым сперва перешли пригородные и садоводческие маршруты.
Помимо регулярных маршрутов, в 2000—2003 годах существовали маршруты-экспрессы, дублирующие регулярные маршруты, но при этом имеющие меньшее число остановок. С 2005 года предприятие постоянно испытывало финансовые трудности. 1 марта 2007 года МПГПТ прекратило свою деятельность ввиду процедуры банкротства. Немаловажную роль в этом сыграло лобби владельцев частных маршрутных такси, заинтересованных в получении прибыльных маршрутов. Весь подвижной состав предприятия был сдан в металлолом, за исключением нескольких машин, переданных в Шадринскую автоколонну и еще нескольким организациям. МПГПТ (ИНН 4501000087) ликвидировано 18 августа 2009 года на основании определения арбитражного суда о завершении конкурсного производства.
С 2007 года маршруты перешли к предприятию ОАО «РегионАвтоТранс-Курган», созданному в 2006 году администрацией Кургана совместно с ЗАО «Управляющая Компания «РегионАвтоТранс» (г. Москва). 16 февраля 2009 года ОАО «РегионАвтоТранс-Курган» было тоже закрыто ввиду ареста и изъятия подвижного состава из-за неуплаты лизинговых платежей, спровоцированных городскими властями также из-за заинтересованности в маршрутах владельцев частных маршрутных такси.
С февраля 2009 года все маршруты города отданы частным перевозчикам, выигравшим конкурс на право обслуживания муниципальной маршрутной сети.
С 3 января 2023 года на территории города Кургана введена новая маршрутная сеть.
С 2023 года в Кургане активно идет процесс обновления автобусного парка. За период 2023-2024 годы при поддержке региона было приобретено 140 новых автобусов марок КАвЗ, Yutong, SIMAZ, ZHONGTONG, НЕФАЗ, ПАЗ и ГАЗ для городских пассажирских перевозок.
В планах на 2025 год - закупка еще 60 новых автобусов, что значительно улучшит качество транспортного обслуживания горожан.
Параллельно с обновлением автопарка город развивает и инфраструктуру: на остановках с большим пассажиропотоком устанавливают новые электронные табло. Среди таких остановок:
- остановка у детской поликлиники на улице К. Мяготина
- остановка на улице Гайдара
- остановка в направлении аэропорта
- остановка на улице Блюхера

Это обновление транспортной системы направлено на повышение комфорта пассажиров и улучшение качества обслуживания в городском транспорте.

## Автобусный транспорт в настоящее время
Городской автобусный транспорт Кургана в настоящее время представлен преимущественно современными моделями автобусов средней и большой вместимости. На бортах транспортных средств размещается логотип «Курганский городской транспорт» с элементами городской символики. Таблички с номерами маршрутов оформлены в едином стиле: белые цифры на зелёном фоне. Экипаж городского транспорта одет в униформу: зелёные жилеты с логотипом «Курганский городской транспорт» как для водителей, так и для кондукторов. Автопарк регулярно обновляется, включая как отечественные, так и импортные модели автобусов, оснащённые системами безналичной оплаты проезда и электронными табло с информацией об остановках.

## Цена проезда
Цена разового проезда на автобусе в Кургане составляет 37 рублей.

## Список перевозчиков
Список действующих перевозчиков (на октябрь 2023 года)
- Группа компаний «ТрансСервис» (ООО «ТрансСервис», ООО «Кургангортранс», ООО «Корд-Гарант», ООО «МТ КурганАвтолайт»)
- ООО «Транспортная компания»
- ООО «ЗауралТрансСервис» (ИП Мунтян Галина Ивановна, ИП Мунтян Виктор Виссарионович)
- ООО «Попутчик+»
- ООО «АвтоСити+» и ООО «Перевозчик»
- ООО «Автолюкс» и ООО «Белоусов»
- ООО «Компания Заурал-Такси-Лайн»
- ИП Бардин Сергей Викторович
- ИП Невструев Олег Николаевич
- ИП Шорохов Валерий Константинович

## МКУ «Транспортное управление»
Муниципальное казенное учреждение «Транспортное управление» (ИНН 4501121758) зарегистрировано 22 мая 2006 года. Выполняет функции «единого заказчика» пассажирских перевозок в городе Кургане для наиболее полного удовлетворения потребностей населения города в пассажирских перевозках. Организует и координирует работы всех видов пассажирского транспорта и грузоперевозок в сфере транспортно-экспедиционного обслуживания. Адрес: г. Курган, ул. Химмашевская, дом 2.

### Директор МКУ «Транспортное управление»
- до ноября 2017 года — Сомов Лев Михайлович
- 15 ноября 2017 — июнь 2018 — Ментюгов Сергей Иванович (заместитель директора)
- 26 июня 2018 — февраль 2020 — Воропаев Сергей Константинович
- 13 февраля 2020 — июнь 2020 — Аксенов Яков Михайлович
- 23 июня 2020 — сентябрь 2021 — Теребенин Алексей Александрович (до 6 октября 2020 — заместитель директора)
- 10 сентября 2021 — апрель 2022 — Сосновских Светлана Александровна (временно исполняющий обязанности директора)
- с 15 апреля 2022 — Коваленко Павел Васильевич